# عکا

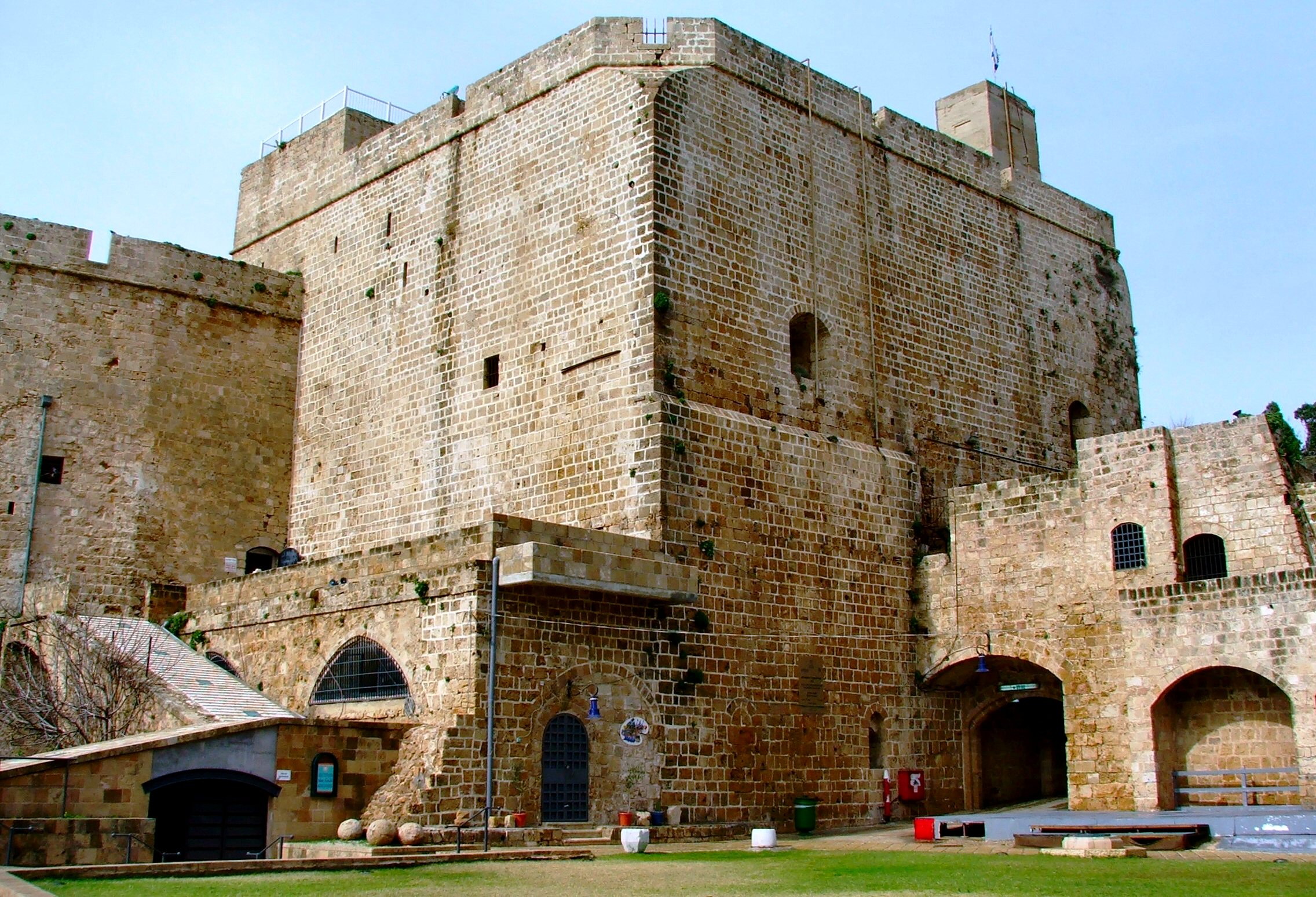
برج قدیمی عکا

عَکا (در عبری: עכו) (به عربی: عَكّا) (در انگلیسی:Acre یا Akko)، نام شهری بندری در اسراییل است که جمعیت آن در سال ۲۰۱۸ میلادی ۴۶٬۹۳۰ نفر و مساحت آن ۱۳٬۵۳۳ کیلومتر مربع بوده است. این شهر دارای موقعیت جغرافیایی مهمی است. از آنجایی که در ساحل دریای مدیترانه واقع شده است، راه‌های آبی و فعالیّت‌های تجاری با شرق مدیترانه را از دیرباز به هم مربوط کرده است. به واسطهٔ موقعیت جغرافیایی، عکا یکی از قدیمی‌ترین شهرهای جهان شده است که از حدود ۴۰۰۰ سال قبل پیوسته مردم در آن سکونت داشته‌اند. 

## تاریخ و جمعیت
تا هنگامی که صلاح‌الدین ایوبی، سردار مسلمان از ماه ژوئیه سال ۱۱۸۷ میلادی اقدام به بازپس‌گیری آن کرد، عکا برای ۷۳ سال تحت سلطه صلیبیون قرار داشت. با آغاز محاصره، فرماندار صلیبی بدون در اختیار داشتن نیرو، شهر را تسلیم مسلمانان کرد اما به امر صلاح‌الدین صلیبیون اجازه یافتند به همراه دارایی‌های خود آن را ترک کنند.
جمعیت شهر عکا ۴۹٬۳۸۰ نفر می‌باشد.
تا پیش از جنگ ۱۹۴۸ و، شهر عکا شهری عربی فلسطینی بود. در طول جنگ، حدود ۷۵٪ جمعیت ۱۸ هزار نفری آن، یعنی حدود ۱۳ هزار و پانصد نفر از عکا به لبنان اخراج شده، و تا به امروز اجازه بازگشت به شهر خویش را نیافتند. با این صورت، جمعیت «شهر قدیم» عکا، منطقه شهری داخل برج و باروی تاریخی این شهر، تا به امروز نیز عربی فلسطینی می‌باشد.
دو سوم کل جمعیت امروزه شهر، حدود ۳۳ هزار و پانصد نفر یهودیان اسرائیلی، و یک سوم جمعیت شهر، حدود ۱۶ هزار نفر، عرب فلسطینی می‌باشند. با این حال، تنها ۱۵٪ جمعیت فلسطینی امروزه عکا را فرزندان و نوادگان ساکنان اصلی شهر پیش از سال ۱۹۴۸ تشکیل می‌دهند. سایر ساکنان عرب فلسطینی شهر از روستاهای اطراف عکا به شهر نقل مکان کرده‌اند.

## مردم‌شناسی
پیروان مذاهب گوناگون در این شهر سکونت دارند از جمله: یهودیان، مسلمانان، مسیحیان، موحدان دُروز و بهائیان.